# OrCam MyEye
Els dispositius OrCam, com OrCam MyEye, són dispositius portàtils de visió artificial que permeten a persones amb discapacitat visual llegir text i identificar objectes mitjançant retroalimentació d'àudio, descrivint allò que no poden veure fabricat per OrCam Technologies Ltd
Reuters va descriure una part important de com funcionamen en descriure-la com "una càmera intel·ligent sense fils" que, quan adossat a les potes de les ulleres, pot llegir i verbalitzar text, així com el codis de barres dels supermercats. Aquesta informació es converteix en paraules pronunciades a l'orella de l'usuari". Té un sistema de reconeixement facial que també forma part del conjunt de funcions d'OrCam.

## Dispositius
Hi ha tres dispositius diferents; OrCam MyEye 2.0, OrCam MyEye 1 i OrCam MyReader.
OrCam My Eye 2.0:
- l'OrCam MyEye 2.0 model de segona generació es va llençar al mercat el desembre del 2017.
- Aproximadament de la mida d'un dit, el MyEye 2.0 funciona amb bateria i s’ha comprimit amb forma de dispositiu autònom.
- El dispositiu s’enganxa magnèticament a qualsevol marc d'ulleres.
- Orcam 2.0 és més petit i lleuger (només 22,5 grams) amb més funcionalitat per restablir la independència a les persones amb discapacitat visual.[4]

## Estudis clínics
JAMA Ophtalmology: l'any 2016 JAMA Ophthalmology va dur a terme un estudi amb 12 participants legalment cecs per avaluar la utilitat d'un dispositiu portàtil de visió artificial (OrCam) per a pacients amb baixa visió. Els resultats van mostrar que el dispositiu OrCam va millorar la capacitat del pacient per fer tasques simulant les de la vida diària, com ara llegir un missatge en un dispositiu electrònic, un article de diaris o un menú.
Wills Eye: Wills Eye va ser un estudi clínic dissenyat per mesurar l'impacte del dispositiu OrCam sobre la qualitat de vida dels pacients amb glaucoma en fase final. La conclusió va ser que OrCam, un nou dispositiu de visió artificial que utilitza una càmera fotogràfica muntada sobre ulleres, permetia als pacients cecs legalment amb glaucoma en fase final llegir independentment, millorant posteriorment la seva qualitat de vida.

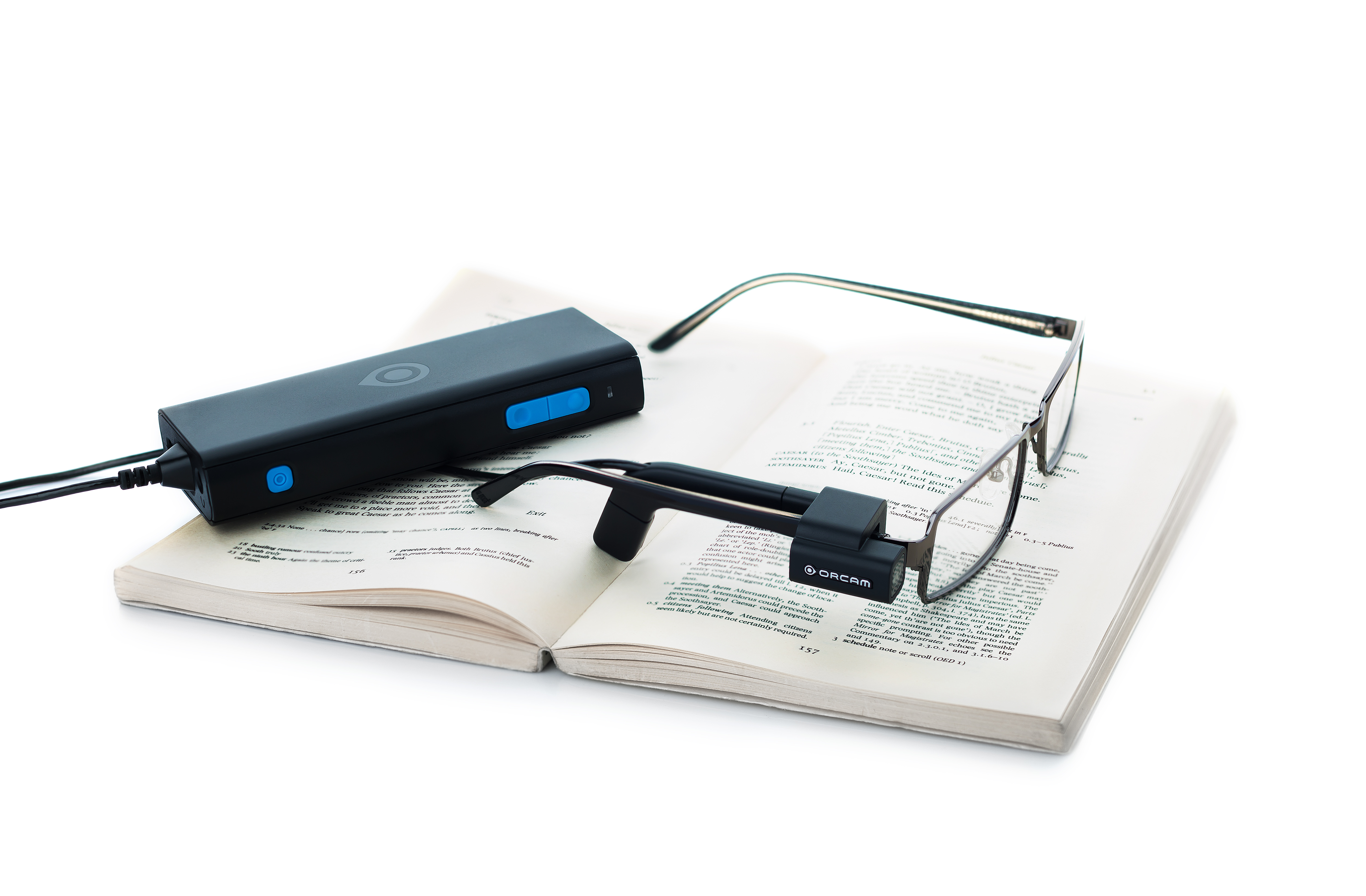
OrCam90

## Proves amb empleats
El New York Times va explicar com un dispositiu OrCam pre-llançament va ser utilitzat el 2013 per un empleat amb problemes de Coloboma per a la compra de queviures. Va ser la petita mida del prototip en lloc de la funcionalitat que li va donar més mobilitat als passadissos d'una botiga israeliana.
Es va descriure una millora de la vida quotidiana: "tant per reconèixer en veu alta.. números d'autobús.. semàfors vermell/verd".

## Aspectes socials
En contrast amb una versió inicial de Google Glass, que "va fallar... perquè.. Els portadors de les ulleres podien ser "enganyats", els primers dispositius OrCam utilitzaven dissenys "amagats discretament a la camisa o potser el cinturó"
A part d'aixó, no registra sons ni imatges, el que es va anomenar "el trencaclosques de privadesa que va enfonsar Google-glasses.
Un consultor de tecnologia del 2018 va escriure que desitjava que tingués un endoll per a auriculars "per la qual cosa seria menys perjudicial en llocs on altres treballin". De fet es va intentar utilitzar la conducció òssia.

## Introducció als EUA
El 2018, un equip dirigit pel membre de l' Assemblea de Nova York (Estat), Dov Hikind, va introduir l'ús de dispositius OrCam a deu persones seleccionades pel que va anomenar "nova tecnologia israeliana que realment marca la diferència per als invidents".
Tot i que no va ser un gran èxit als Estats Units, es va centrar més que un projecte finançat amb fons públics que va ser autoritzat el 2016 per una agència governamental de Califòrnia. També el 2016 el far de cecs de Chicago va demostrar el seu ús.

## Tecnologia
A l'àrea del hardware, la miniaturització ha estat força important, però una de les principals àrees, el programari, va ser esmentada per l'Assemblea Hikind, i informada per The Times of Israel és l '" algorisme basat en la IA " que "informa.. quants la gent és a una habitació.
A més de llegir text imprès, també pot ajudar a "veure" el que hi ha a la pantalla d'un televisor o d'un ordinador. Tot i que OrCam no pot evitar la informació escrita a mà, pot reutilitzar la informació, la base del reconeixement de la "moneda dels Estats Units i fins i tot les cares".

### Característiques
Tot i que el suport lingüístic inicial va ser per a l'anglès, el francès, l'alemany, l'hebreu i l'castellà, d'altres disponibles ara són el danès, holandès, finès, italià, noruec, portuguès i suec.

## Història
OrCam Technologies Ltd va ser fundada el 2010 pel professor Amnon Shashua i Ziv Aviram. Abans de cofundar OrCam, tots dos van fundar el 1999 Mobileye, una empresa israeliana que desenvolupa sistemes avançats d'assistència de conductors (ADAS) basats en la visió que ofereixen advertències per a la prevenció i mitigació de col·lisions, que Intel va adquirir per 15.300 milions de dòlars el 2017. OrCam va llançar OrCam MyEye el 2013 després d'anys de desenvolupament i proves, i va començar a vendre’l comercialment el 2015.
En els seus primers anys, la companyia va recaptar 22 milions de dòlars, dels quals 6 milions provenien d'Intel Capital. El 2014, Intel, que també invertia en Google Glass, havia invertit 15 milions de dòlars en Orcam. El març de 2017, OrCam havia recaptat 41 milions de dòlars de capital, cosa que valia 600 milions de dòlars.
Un dels resultats del primer màrqueting als Estats Units va ser que "van arribar a un acord amb el Departament de Rehabilitació de Califòrnia,... qualificant els residents de l'estat cecs i amb discapacitat visual".

## OrCam Technologies Ltd.
OrCam Technologies Ltd. és l'empresa amb seu a Israel que produeix aquests dispositius OrCam, que són espais d'intel·ligència artificial portables. La companyia desenvolupa i fabrica dispositius de tecnologia d'assistència per a persones amb discapacitat visual, visió parcial, cegues, discapacitats per imprimir o amb altres discapacitats. La seu central d'OrCam es troba a Jerusalem i opera sota la denominació OrCam Technologies Ltd.
OrCam té més de 150 empleats, té la seu central a Jerusalem i té oficines a Nova York, Toronto i Londres.

## Premis
- Guanyador permanent de l'últim gadget del 2018[20]
- Premi CES Innovation Awards 2018 en tecnologia accessible[21]
- Premi NAIDEX a la innovació 2017[22]
- Premi Louise Braille al reconeixement corporatiu 2016[23]
- Premi Silmo-d-Or 2016[24]